# Five Nights at Freddy's: Security Breach
Five Nights at Freddy's: Security Breach (traducido al español como Cinco noches en Freddy's: Brecha de seguridad) es un videojuego de terror y supervivencia en primera persona de 2021 desarrollado por Steel Wool Studios y publicado por ScottGames. Es la novena entrega principal de la serie Five Nights at Freddy's. Ambientado en un gran complejo de entretenimiento, el jugador asume el papel de un joven llamado Gregory, quien debe evadir a las hostiles mascotas animatrónicas del complejo, así como al guardia nocturno, intentando sobrevivir hasta la mañana. El juego presenta diferencias significativas con respecto a otras entregas de la franquicia, entre las que destaca la jugabilidad de libre movimiento.
El juego se anunció por primera vez en 2020 durante la presentación de PlayStation 5 y se lanzó digitalmente el 16 de diciembre de 2021 para Microsoft Windows, PlayStation 4 y PlayStation 5. Posteriormente se lanzaron versiones para Google Stadia, Nintendo Switch, Xbox One y Xbox Series X/S. En julio de 2023, se lanzó el contenido descargable gratuito Ruin. Security Breach recibió críticas mixtas de los críticos, con elogios hacia la atmósfera y el diseño visual, pero críticas hacia la jugabilidad y el rendimiento técnico.

## Argumento
La historia se centra en el Mega Pizzaplex, un gran centro comercial centrado en los animatronicos, Glamrock Freddy Fazbear, Glamrock Chica, Montgomery "Monty" Gator y Roxanne "Roxy" Wolf, los cuales se están preparando para hacer un espectáculo ante la audiencia. Pero durante el espectáculo, Freddy sufre una avería y se apaga.
Freddy se despierta en su habitación al activar su modo seguro, donde descubre que un niño llamado Gregory se esconde dentro del compartimiento de su estómago. Aproximadamente a esta hora, el Mega Pizzaplex se cierra por la noche, atrapando a Gregory dentro del centro comercial. Vanessa, la guardia nocturna de seguridad, ordena a todos los animatrónicos y robots empleados que busquen a Gregory. Sin embargo, la avería que Freddy sufrió durante el espectáculo y la activación de su modo seguro hace que desobedezca las órdenes de Vanessa y, en cambio, decide ayudar a Gregory a sobrevivir la noche hasta que las puertas de salida se vuelvan a abrir a las 6:00 a. m. Después de evitar a Vanessa y a los animatrónicos y refugiarse en una oficina de seguridad, Gregory logra acceder al sistema de vigilancia del centro comercial. En un esfuerzo por obtener credenciales de seguridad de alto nivel para acceder a ciertas áreas del centro comercial, Gregory ingresa a la guardería del centro comercial y se encuentra con el asistente de la guardería en su amistosa forma de Sol. Después de encontrar una linterna, Gregory accidentalmente desencadena un corte de energía, lo que provoca que el asistente se transforme en su contraparte malvada "Moondrop", que ahora también persigue a Gregory. Gregory se las arregla para restaurar la energía a la guardería, pero Sun echa a Gregory por apagar las luces y alerta a los animatrónicos, pero Freddy lo salva.
Gregory finalmente es capturado por Vanessa y luego es encerrado en una habitación de objetos perdidos hasta que sus padres o la policía lleguen a recogerlo. De repente, Vanny, una mujer con un disfraz de conejo que fue responsable de reprogramar a los animatrónicos para matar a Gregory, se le acerca. Después de escapar por las rejillas de ventilación, Freddy le indica que lo rescate ya que está varado al haber agotado su energía. Gregory y Freddy llegan al sótano, donde Moon los embosca y captura a Freddy. Gregory avanza por el sótano y evita a varios endoesqueletos animatrónicos, finalmente descubriendo que Freddy está siendo interrogado y amenazado por Vanessa. Ella afirma que no hay ningún registro de Gregory en la base de datos del centro comercial, lo que significa que, si es encontrado, su destino sería desconocido y si descubre que Freddy es aliado suyo sería desmantelado y puesto en la chatarra. Después de liberar a Freddy, Gregory descubre que puede realizar ciertas mejoras a su amigo usando partes de sus compañeros las cuales tienen ciertas "fallas", por lo que debe decidirse de enfrentarse a Monty por sus garras o a Chica por su caja de voz para mejorar a Freddy. Después de entrar al Fazcade y evadir al DJ Music Man, una gran araña animatrónica, Gregory logra dañar a Roxy y le quita los ojos para mejorar aún más a Freddy.
Llegan las 6:00 a. m. y las puertas finalmente se abren. Gregory tiene la opción de irse del centro comercial, o quedarse para descubrir todos los secretos que oculta el Pizzaplex, en el cual también ocurrieron varios casos de niños desaparecidos. Si Gregory decide quedarse, Freddy le regalara un "Party Pass" para visitar "Fazer Blast" o "Monty Golf" si no lo ha visitado anteriormente y así tener acceso a todo el edificio.

### Finales
"NOTA": A diferencia de las entregas anteriores, el juego posee 7 diferentes finales en el cual dependiendo de las acciones que tome el jugador a lo largo del juego podrán escoger cual de los finales les saldrá, entre finales que el jugador puede elegir están divididos de la siguiente manera:
*Final malo: Si Gregory sale por la entrada principal, se revela que no tiene hogar y regresa a una caja de cartón en la que ha estado viviendo, solo para que Vanny lo encuentre.
*Final Van: Si Gregory sale por el muelle de carga, logra escapar con Freddy en una camioneta, pero el animatrónico se queda sin batería aunque es recargado con la batería de la camioneta. Un artículo de un periódico informa que Freddy ha sido reemplazado por Glamrock Mr. Hippo, junto con Monty, quien reemplaza su puesto como vocalista principal.
*Final VIP: Si se recolecta una cierta cantidad de objetos de colección y Freddy se actualiza, él decide incendiar el centro comercial pero Gregory corre al techo y se encuentra con Vanny. Freddy derriba a Vanny del techo, haciendo que ambos caigan; Gregory corre hacia abajo y desenmascara a Vanny, que resulta ser la guardia Vanessa. Posteriormente la escena muestra a Vanessa en el techo (interpretado por algunos fans como su alma) y observa con tristeza los cuerpos de Freddy y Vanny en el suelo. Un artículo de noticias informa que el Pizzaplex se ha incendiado y que se han retirado del mercado juguetes inflamables de la banda de animatrónicos.
*Final Vanny: Gregory se las arregla para agarrar el dispositivo de Vanny y ordena a los S.T.A.F.F. Bots que la destruyan. Gregory se acerca al Freddy dañado, quien le da palabras de consuelo antes de apagarse. Un artículo de noticias informa que el Pizzaplex ha cerrado debido a problemas de salud y planea reabrir la próxima temporada.
*Final Princess Quest: Si Gregory completa los tres juegos arcade de "Princess Quest" en lugar de decidir destruir a Vanny, se da cuenta de que los robots del centro comercial se han apagado y el traje de Vanny está vacío. Se escapa con la cabeza aún viva de Freddy, con una Vanessa liberada del control de Glichtrap y abandonan el local.
*Final Burntrap: Si el jugador derrota a Monty, Roxy y Chica para mejorar por completo a Freddy, él y Gregory encuentran las ruinas de "Freddy Fazbear's Pizza Place" (el restaurante de Freddy Fazbear's Pizzeria Simulator), que se había hundido bajo tierra a través de un sumidero. Freddy recuerda que Vanny lo llevó allí anteriormente para despejar el camino hacia un lugar desconocido. Se encuentran con una amalgama monstruosa de animatrónicos más antiguos apodado "Tangle"(también conocido como "The Blob"). Al bajar más en el socavón, Gregory y Freddy encuentran a un extraño animatrónico con una apariencia similar a "Springtrap", el cual intenta tomar el control de Freddy, pero Gregory lo evita y juntos se enfrentan a "Burntrap" (nombre no canónico)y el resto de animatrónicos. La pelea hace que el lugar se empiece a incendiar, lo cual obliga a Gregory y Freddy a huir, mientras que Tangle se lleva a Burntrap, dejando su destino desconocido, lo que les permite escapar del Pizzaplex. Los dos encuentran descansando en lo alto de una colina, disfrutando del sol de la mañana siguiente.

## Jugabilidad
El jugador toma el control de un niño llamado Gregory, que está encerrado en un gran centro comercial lleno de animatrónicos asesinos y debe completar numerosas misiones para sobrevivir la noche y poder escapar. Los animatronicos estilo "Glamrock" se encuentran por todo el centro comercial incluyendo a Glamrock Freddy, Glamrock Chica, Montgomery Gator, Roxanne Wolf, el asistente de guardería, y DJ Music Man. Gregory también se encontrará con otros tipos de enemigos, como Vanessa, la guardia de seguridad; Vanny, una mujer corrupta y asesina con traje de conejo; y los robots PERSONAL y de mapa, que pueden alertar a los enemigos sobre la ubicación de Gregory si lo detectan.
A diferencia de las iteraciones anteriores en las que Freddy es un antagonista destacado, Glamrock Freddy ayuda a Gregory a evadir a sus compañeros animatrónicos. Freddy tiene un compartimento llamado "la escotilla de la torta de cumpleaños" en su estómago para que Gregory se esconda. Mientras está dentro de Freddy, Gregory puede ver a través de los ojos de Freddy y puede usarlo para pasar a otros animatrónicos sin problemas; sin embargo, esto no engañará a algunos enemigos. Además, Freddy tiene batería limitada, y si tiene poca carga, tendrá que recargarla en una estación de carga, ya que Gregory morirá si está dentro de él cuando se agote la energía. Freddy también puede darle consejos, atajos o advertencias a Gregory sobre los desafíos y enemigos que enfrentará en el centro comercial.
Todos los enemigos se volverán más fuertes a medida que avanza la noche, por lo que el jugador debe adaptarse a su entorno para poder sobrevivir. Gregory puede esconderse para evitar enemigos o lanzar objetos para distraerlos. Correr agota la resistencia y, si es baja, Gregory no podrá moverse rápido. Algunas confrontaciones requerirán el uso de una estrategia para evitar ser atrapados. Gregory tiene una linterna que puede usar para ver en lugares oscuros y lleva un dispositivo llamado "Faz-Watch" en su muñeca, donde puede acceder a las misiones, el sistema de cámaras y su ubicación en el centro comercial, así como comunicarse con Freddy. Sin embargo, la linterna tiene una potencia limitada y debe recargarse con frecuencia. También hay dos tipos de armas que pueden usarse para aturdir temporalmente a los enemigos: el "Faz-Cam" y el "Fazblaster". La Faz-Cam puede aturdir a todos los enemigos frente al jugador, pero tiene un número limitado de usos antes de requerir una recarga. El Fazblaster es más fuerte que el Faz-Cam y tiene potencia ilimitada, pero es más difícil de usar.
Hay múltiples caminos y finales dependiendo de las elecciones que se hagan a lo largo del juego. También se ofrecen escapes de oficina. A diferencia de los juegos anteriores, este juego permite la itinerancia y el combate libres, presenta batallas contra jefes (algunas son opcionales) y, en lugar de cinco noches, todo el juego se desarrolla en una sola noche que dura mucho más de seis horas. Los minijuegos también se presentan como juegos de arcade.

## Personajes
El protagonista del juego es  es un niño llamado Gregory, quien es ayudado por Glamrock Freddy. Ellos se enfrentan a los animatrónicos Montgomery Gator, Glamrock Chica y Roxanne Wolf, a los asistentes de guardería la Sundrop "Sun" y Moondrop "Moon", a Glamrock Endoeskeleton (Endo), 
a los S.T.A.F.F. Bot, Nightmare S.T.A.F.F. Bot, Map Bot, Alien Bot, Reception Bot y Caution Bot, a The Blob, Wind Music Man, DJ Music Man, Burntrap, a la guardia de seguridad Vannesa y a su versión bajo control mental de este último, llamada Vanny.